# Podolia (región)
Podolia (en ucraniano: Поділля Podilya, en polaco: Podole, también aparece mencionada como Podilia y Podolie) es una región histórica de la Europa Oriental que se encuentra en la zona centro-occidental y sudoccidental de Ucrania y que, en líneas generales, corresponde a los actuales óblast de Jmelnitski, Ternópil y Vínnytsia.

## Geografía
Límites de Podolie:
- Al norte con Volinia.
- Al noreste con el óblast de Kiev.
- Al suroeste con Besarabia, de la cual la separa el río Dniéster.
- Al sur con Bucovina.
- Al sureste con el territorio llamado hasta el siglo XIX: "Yedisán".
- Al oeste con Galitzia, de la cual le separa el río Zbruch, afluente por la izquierda del río Dniéster.

Podolia hace parte de la gran llanura europea oriental, con una superficie aproximada de 40.000 km², con un territorio suavemente ondulado que se extiende 320 km de noroeste a sudeste sobre la orilla izquierda del río Dniéster (en ucraniano: Дністер) y los Cárpatos. En la misma dirección corren dos sistemas de colinas bajas y de relieve muy suave separadas por el río Bug Meridional; tales colinas son ramales de las alturas de Avratynsk. La meseta Podolian va entre las estribaciones de los Bug incluyendo los valles fluviales, colinas y regiones montañosas.
Esta región está recorrida por dos importantes ríos tributarios del mar Negro, los ya mencionados Dniéster y Bug Meridional, el primero es navegable en todo su transcurso por Podolia mientras que el segundo, corriendo casi paralelo al Dniéster, discurre por un valle algo más accidentado, motivo por el cual presenta algunos rápidos que dificultan la navegación. De este modo el Dniéster forma una hidrovía importantísima para el comercio de las zonas de Mohyliv-Podil's'kyy, Kaluš, Hálych, Žavarannets, Porog y otros puertos fluviales de Podolia.
En el suelo de Podolia, integrante de la Llanura Sarmática, predomina el chernozem o "tierra negra", lo que hace a la zona excepcionalmente fértil y apta para la agricultura. Los pantanos existen solo en las orillas del Bug Meridional. El clima es más bien templado, con temperaturas medias anuales (en Kamianéts-Podilski) .
Ciudades principales: a la ya citada Kamianéts-Podilski, que es la capital histórica regional, se le suman: Balta, Brastlav, Gaisin, Mohyliv-Podil's'kyy, Novaya Ushitsa, Olgopol, Jmel'nyts'kyy (Khmelnytsky), Vínnytsia y Yampil.

## Historia
El territorio está habitado por seres humanos al menos desde inicios del Neolítico. Heródoto lo cita como la región de origen de los alazones y probablemente también de los neuros. Sucesivamente arribaron escitas, getas, dacios y sármatas.

El Imperio romano apenas tuvo una leve presencia en tiempos de Trajano, siendo Podolia junto a Bucovina una zona de limes (límites fortificados) guarnecidos por la muralla Trajana que se extendía a través de los actuales distritos de Kamianets, Ushitsa y Proskúriv.

### Invasiones bárbaras
Luego del predominio sármata, el territorio pasó a ser dominado por los godos y luego por los hunos.

Al iniciarse la Edad Media se señala la presencia en Podolia de cuatro pueblos al parecer eslavos: Los bujanos y dulebios en la cuenca del Bug Meridional, los tiversios y los uliches a lo largo del Dniéster. En el siglo VII los ávaros se apoderaron del territorio. En el mismo siglo VII el príncipe Oleg de Kiev estableció su hegemonía sobre este territorio, llamado entonces Ponizia («llanuras»). Estas llanuras fueron parte de la Rutenia subdividida entre las provincias de Volhynia, Kiev y Galitzia.

### Mongoles
En el siglo XIII los mongoles devastaron estas regiones. En el siglo XIV Algirdas (u Olgierd), príncipe del Gran Ducado de Lituania, anexó Podolia a su principado llamándola Podolia (con el mismo significado de "llanuras" que Ponizia). En esos tiempos se inicia una colonización polaca.

### Polonia
Tras la muerte del príncipe lituano Vitautas el Grande (o Vitovt) en 1430 Podolia pasó a formar parte del Reino de Polonia, a excepción de la parte oriental (provincia de Brastlav) que se mantuvo bajo control de Lituania hasta la unión polaco-lituana realizada por los Jagellón mediante la Unión de Lublin en 1569.

### Imperio otomano
Empero, tras la derrota del rey polaco Miguel Korybut Wisniowiecki a manos de los ucranianos acaudillados por Petro Doroshenko, los otomanos invadieron la región de modo que, por el Tratado de Buczacz, la región estuvo dominada por estos entre 1672 y 1699 —en tiempos del sultán Mehmed IV—. El 26 de enero de 1699, el reino de Polonia recuperó Podolia en el tratado de paz de Karlowitz.

### Austriacos y rusos
Los polacos (a despecho de la mayoría de la población rutena —es decir, ucraniana—) retuvieron el poder en Podolia hasta que los invasores austríacos y rusos derrotaron a la Confederación de Bar. En la Primera partición de Polonia, ocurrida en 1772, el Imperio austríaco y el Imperio ruso obtuvieron la parte occidental y oriental de Podolia, respectivamente.